# 대금항
대금항은 경상남도 거제시 장목면 대금리에 있는 어항이다. 2003년 2월 3일 어촌정주어항으로 지정하여 관리하고 있다. 시설관리자는 거제시장이다.

## 어항 연혁
- 태백산맥(太白山脈)의 정기를 이어받은 높이 437.5m에 삼각점(三角点)의 대금산(大錦山) 밑으로 금광(金鑛)을 개발하여 대금산(大金山)으로 고쳤는데 남해도(南海島) 금산(錦山) 높이 658m와 풍경이 비슷하여 대금산(大錦山)이라 하였다.

## 어항 구역
- 수역: 미지정(거제시 장목면 대금리 328-11번지 수역)
- 육역: 미지정

## 어항 시설
- 물양장, 방파제

## 주요 어종
- 대구, 물메기, 아귀, 광어 등